# Leucania subplacida
Leucania subplacida är en fjärilsart som beskrevs av Shigero Sugi 1977. Leucania subplacida ingår i släktet Leucania och familjen nattflyn. Inga underarter finns listade i Catalogue of Life.